# 560年代
560年代（ごひゃくろくじゅうねんだい）は、西暦（ユリウス暦）560年から569年までの10年間を指す十年紀。

## できごと

### 560年
- 北周の皇位が二代目の世祖明帝(在位557年-)から三代目の高祖武帝（在位-578年)へ継承される。
- 新羅、朝貢する（紀）。

### 561年
- 新羅の使者、百済より下位に序列されたのを怒り、帰国して倭の攻撃に備える（紀）。

### 562年
- 新羅、任那官家を滅ぼす。紀臣男麻呂、任那に渡り新羅と戦うが、敗れる。大伴連狭手彦、高句麗と戦う（紀）。
- この頃、北九州で装飾古墳が盛行する。埴輪が畿内で衰退し、かわって関東で盛行する。西日本で群集墳が盛んに造られる。

### 564年
- 真諦、『倶舎論』を漢文に訳す。

### 565年
- 東ローマ帝国皇帝ユスティニアヌス1世没する。
- 「各田了臣」（額田部臣）の銘文を持つ鉄刀が島根県松江市岡田山1号墳から出土している（554年説もある）。

### 568年
- ランゴバルド人がイタリアに侵入し、ランゴバルド王国を建国。
- 中国の陳で陳頊が三代皇帝を廃して帝位に就く（在位-582年）。

### 569年
- 王辰爾の甥、胆津を白猪屯倉に遣わし、田部の丁籍を定める。胆津に白猪史の姓を授け、田令に任ずる（紀）。